# Le Sixième Sens, science et paranormal
 (novembre 2016).
- Si vous ne connaissez pas le sujet, laissez ce bandeau (vous pouvez alors contacter les auteurs).
- Si vous supprimez le contenu mis en cause (vous pouvez préalablement contacter les auteurs),

argumentez précisément cette suppression dans la page de discussion
(un manque de référence n'est pas un argument ; une recherche réelle de référence doit avoir été effectuée, être formellement documentée).
Le Sixième Sens, sous titré : Science et paranormal, est un documentaire français, réalisé par Marie-Monique Robin, sorti en 2003
Le film est tiré du livre éponyme de Marie-Monique Robin, paru en 2002.

## Présentation
Le film propose un panorama des phénomènes dits paranormaux (transmission de  pensée, rêves prémonitoires, lévitation, etc.) à travers le récit d’histoires, de témoignages, de croyances ancestrales, d’expériences menées notamment à l’université d'Édimbourg et dans des centres universitaires américains comme à Princeton. Tout en donnant la parole à des scientifiques, l'enquête propose « un fascinant périple qui invite à transcender la séparation opérée par la pensée occidentale entre esprit et matière », selon le mot du magazine Science et Vie. Diffusé sur Arte et Canal+, La science face au paranormal donnera lieu, par la suite, à un livre (Le Sixième Sens : Science et Paranormal, conçu en collaboration avec Mario Varvoglis). À la sortie du film, le magazine Le Monde télévisions écrivait : « Boudés par les scientifiques, surtout en France, les phénomènes paranormaux intéressent de nombreux parapsychologues, professeurs et neurologues à travers le monde. Tous cherchent à comprendre, à l'aide d'expériences souvent troublantes, ce qui se passe dans le cerveau lorsqu'une personne entre dans ce qu'ils appellent un « état modifié de conscience » […] sans chercher à convaincre à tout prix, cette enquête s'attache surtout à l'étude des phénomènes observés quotidiennement par ces drôles de chercheurs […] mais cette enquête manque d'un regard critique permettant de comprendre pourquoi, en France, voyance rime toujours avec croyance »,.  L'Association française pour l'information scientifique, à la suite de la sortie du Monde selon Monsanto, a par ailleurs déclaré que le documentaire le Sixième Sens « témoigne pour le moins d’une grande complaisance pour les pseudo-sciences et de difficultés réelles pour distinguer ce qui relève de l’imposture et ce qui relève de l’évaluation scientifique. ».

## Fiche technique
- Le livre : Le Sixième Sens, science et paranormal Auteur : Marie-Monique Robin et Mario Varvoglis, éditeur : éditions du Chêne[Où ?], date d’édition : 2002  (ISBN 2-84277-3489), 192 pages / Relié sous jaquette, 24 × 34 cm. 120 photographies
- Le film : Le Sixième Sens (sous-titre : Science et paranormal), réalisation   : Marie-Monique Robin, année de production : 2003, coproduction : Canal+, Idéal Audience, UMT Prestige ARTE France, 54'